# Чжу Баочжэн
Чжу Баочжэн (кит. упр. 朱宝珍, пиньинь  Zhū Bǎozhēn род. 1985 год) — китайская пловчиха в ластах.

## Карьера
Чжу Баочжэн родилась в марте 1985 года в провинции Гуандун. С 10 лет занимается плаванием в ластах.
Уже с первого чемпионата мира вернулась трёхкратной чемпионкой, в том числе в такой престижной дисциплине, как 100 м в ластах.
20-кратная чемпионка мира. Мнократная чемпионка и призёр чемпионатов Азии, Китая.
Обладатель нескольких мировых рекордов, в том числе и действующих: на дистанции 50 м, 100 м, 100 м с аквалангом, а также в нырянии и эстафете 4×200 м.